# Monique Brun
Monique Brun est une comédienne française, née en 1953 à Marseille (Bouches-du-Rhône). Principalement présente au théâtre, elle joue parfois de petits rôles pour le cinéma, chante et peint.

## Biographie
Originaire de Marseille, qu'elle quitte à l'âge de 20 ans, elle se forme au Théâtre-École de Reims de Robert Hossein. La première partie de sa carrière est marquée par de nombreuses participations à des pièces mises en scène par de grands noms du théâtre, comme Daniel Mesguich et Jean-Louis Thamin, dans des salles réputées. À partir de 2003, elle travaille avec le Théâtre Dromesko.
En 2011, elle entame une collaboration avec le groupe Entre 2 Caisses, qui se concrétise par le spectacle et l'album Ariette et chahut pour quatre chantistes et une comédienne. Dans le domaine de la chanson, elle travaille avec Jehan, Anne Sylvestre, Nicolas Bacchus et Michèle Bernard,.
En 2022, elle reçoit le Prix Jacques-Douai.
Installée dans l'Allier, elle est proche de l'acteur Olivier Perrier.

## Théâtre
- 1974 : La Maison des otages, de Joseph Hayes, mise en scène de Robert Hossein
- 1975 : Théâtre Roman, de Louis Aragon, mise en scène de Jacques Brucher
- 1975 : Les Deux Orphelines, d'Adolphe d'Ennery, mise en scène de Jean-Louis Martin-Barbaz
- 1976 : Les Enfants gâtées, de Félicité de Genlis, mise en scène de Caroline Huppert
- 1976 : Les Caprices de Marianne, d'Alfred de Musset, mise en scène de Maurice Attias
- 1976 : Les Faux Bonshommes, de Théodore Barrière, mise en scène de Jean-Louis Martin-Barbaz
- 1976 : Tête d'angles, de Pierre Sala, mise en scène de Pierre Sala
- 1977 : Le Hamlet de Shakespeare, d'après William Shakespeare, mise en scène de Daniel Mesguich
- 1978 : L'Étourdi, de Molière, mise en scène de Jean-Louis Thamin
- 1979 : Un balcon sur les Andes, d'Eduardo Manet, mise en scène de Jean-Louis Thamin
- 1979 : Les Fourberies de Scapin, de Molière, mise en scène de Maurice Attias
- 1979 : Les Deux Orphelines, d'Adolphe d'Ennery, mise en scène de Jean-Louis Martin-Barbaz
- 1980 : Le mal court, de Jacques Audiberti, mise en scène de Jean-Louis Thamin
- 1981 : Monsieur de Pourceaugnac, de Molière, mise en scène de Philippe Adrien
- 1981 : Home, de David Storey, mise en scène de Chantal Morel
- 1981 : La Célestine, d'après Fernando de Rojas, mise en scène de Jean-Claude Amyl
- 1981 : Le Pain dur, de Paul Claudel, mise en scène de Maurice Attias
- 1981 : Les Serments indiscrets, de Marivaux, mise en scène de Jean-Louis Thamin
- 1982 : Les Trois Sœurs, d'après Anton Tchekhov, mise en scène d'Ariel Garcia-Valdès
- 1982 : L'Échange, de Paul Claudel, mise en scène de Jean-Louis Thamin
- 1982 : Le Songe d'une nuit d'été, d'après William Shakespeare, mise en scène de Stuart Seide
- 1983 : Volcan, de Serge Valletti, mise en scène de Serge Valletti
- 1983 : La Poussière de soleils, de Raymond Roussel, mise en scène de Liliane Nataf
- 1984 : Le Chevalier à la rose, de Hugo von Hofmannsthal, mise en scène de Jean-Louis Thamin
- 1984 : Richard III, de William Shakespeare, mise en scène de Georges Lavaudant
- 1984 : Le Cercle de craie caucasien, de Bertolt Brecht, mise en scène de Mehmet Ulusoy
- 1988 : Mary's à minuit, de Serge Valletti, mise en scène de Chantal Morel
- 1988 : Le jour se lève, Léopold !, de Serge Valletti, mise en scène de Chantal Morel
- 1990 : Un jour, au début d'octobre, d'après M. Aguéev, mise en scène de Chantal Morel
- 1990 : Le Théâtre ambulant Chopalovitch, de Ljubomir Simović, mise en scène de Jean-Paul Wenzel

## Filmographie

### Cinéma
- 2009 : Vénus noire, d'Abdelatif Kechiche : la tenancière du bordel
- 2022 : Dites que c'est vrai, tout le monde vous croira, de Léo Nèti

### Télévision
- 1972 : Aubrac-City

## Discographie
- 2012 : Ariette et chahut pour quatre chantistes et une comédienne, avec Entre 2 Caisses.
- 2018 : Un p'tit rêve très court, avec Michèle Bernard.